# Lambdoceras
Lambdoceras es un género extinto de los artiodáctilos, de la familia Protoceratidae, endémico de América del Norte en el Mioceno y que vivió entre 20.6—13.6 millones de años.

## Taxonomía
Lambdoceras fue nombrado por Stirton en 1967. Su especie tipo es Lambdoceras hessei. Fue relacionado con Prosynthetoceras por Patton en 1969, Patton y Taylor en 1971 y por Patton y Taylor de nuevo en 1973. Fue asignado a Protoceratidae por Stirton en 1967, Tedford et al. en 1987 y por Albright en 1999; y a Synthetoceratini por Webb en 1981, Prothero en 1998, Webb et al. en 2003 y Prothero y Ludtke en 2007.